# Alžběta Jungrová
Alžběta Jungrová (* 18. dubna 1978, Praha) je současná česká reportážní fotografka.

## Život
Alžběta Jungrová je dcerou podnikatele a překladatele Miroslava Jungra a novinářky Terezie Kaslové. Je pravnučkou novináře Ferdinanda Peroutky. Vystudovala Střední průmyslovou školu grafickou v Praze, obor užitá fotografie, kterou absolvovala v roce 1996. Po škole pracovala jako reportérka deníku Mladá fronta DNES, později působila v tiskové agentuře Czech Photo Agency (CPA). Mezi roky 2000–2002 žila v USA a Mexiku a následně strávila půl roku v Londýně. Během povodní v roce 2002 navázala spolupráci s Hospodářskými novinami, později fotografovala pro Lidové noviny a deníky vydavatelství Vltava Labe Press. V současné době spolupracuje s britskou agenturou Demotix a se vznikajícím mediálním impériem PPF Media.[zdroj?] PPF Media po přejmenování PPF Media na MEDIA 4YOU poslala společnost jako jedna ze dvou věřitelů do insolvenčního řízení.
Jungrová se jako fotografka specializuje na náročné reportážní a dokumentaristické projekty v rozvojovém světě. V minulosti mj. fotografovala překupníky heroinu v pákistánském Chajbarském průsmyku, vrakoviště lodí v Bangladéši, útulek pro HIV pozitivní děti ve Vietnamu, železniční provoz v Kambodži nebo pouliční nepokoje v Pásmu Gazy. Opakovaně byla oceněna v soutěži české novinářské fotografie Czech Press Photo.
Je zakládající členkou skupiny dokumentárních fotografů 400 ASA.

## Výstavy

### Samostatné výstavy
- 2007 Alžběta Jungrová: Indochine, Nostress Gallery, Praha
- 2010 Alžběta Jungrová: From my diary, Galerie plastik, Hořice (Jičín)
- 2011 Alžběta Jungrová: Blue Light Tonite, DOX, Centrum současného umění, Praha (kat. Vít Máslo)
- 2016 Alžběta Jungrová: Imaginárium, Leica Gallery Prague, Praha
- 2018 Alžběta Jungrová: Po noci přijde ráno, White Pearl Gallery, Praha
- 2020 Alžběta Jungrová: Exit, Trafo Gallery, Praha, kurátorka: Alena Ochepovsky Bartková[2]
- 2023 Alžběta Jungrová: Já Věřím, Stará prádelna v areálu Všeobecné fakultní nemocnice na Karlově náměstí v Praze. 19.4. - 15.10.2023[3]

### Kolektivní výstavy
- 2011 Pátý přes devátý, Trafačka (Trafo Galerie), Praha
- 2021 T 9-2-7 Jednota v rozmanitosti, Trafo Gallery, Praha
- 2022 E-motion disconnected, společná výstava Alžběty Jungrové a Petra Hricka, Benediktinský klášter Rajhrad[4]

### Výstavy skupiny 400 ASA
- 2019 400 ASA : FOTOGRAFIE, Národní galerie, Praha, Veletržní palác, 1. březen - 8. září 2019, kurátor: Josef Moucha.[5]
- 2020 400 ASA : Prostě dokument, Dům fotografie, Galerie hlavního města Prahy, Praha, 4. února - 3. května 2020. Alžběta Jungrová: Světlušky, kurátor: Josef Moucha[6]

## Publikace
- JUNGROVÁ, Alžběta; JOSEK, Petr. Já Věřím / I Belive. [s.l.]: Alžběta Jungrová, 2023. ISBN 9788011030827. (česky a anglicky) Publikace ke stejnojmenné výstavě v prostorách Staré prádelny v areálu Všeobecné fakultní nemocnice na Karlově náměstí v Praze. 19.4. - 15.10.2023.

## Ukázky fotografií

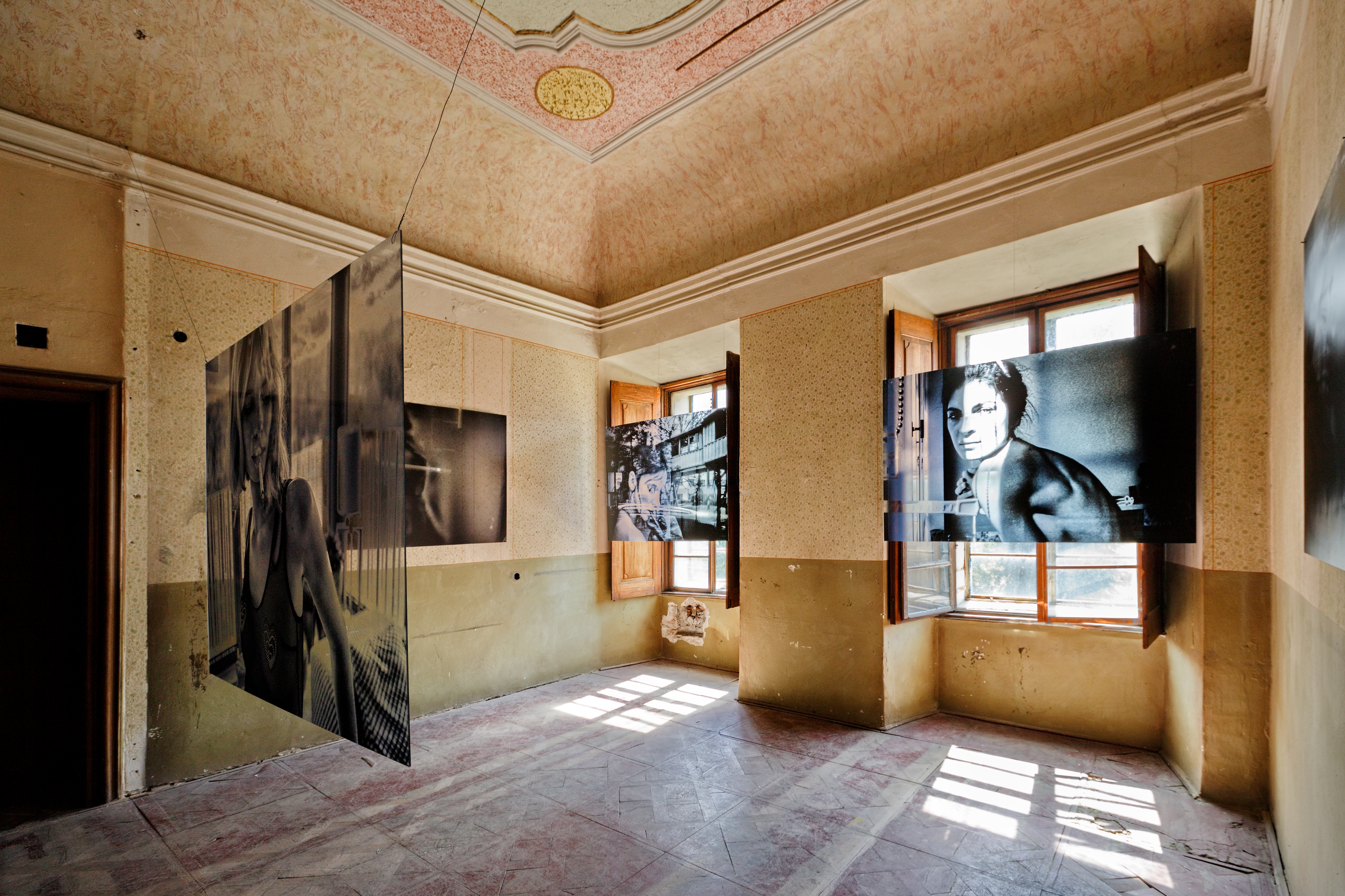
Výstava E-motion disconnected, 2022
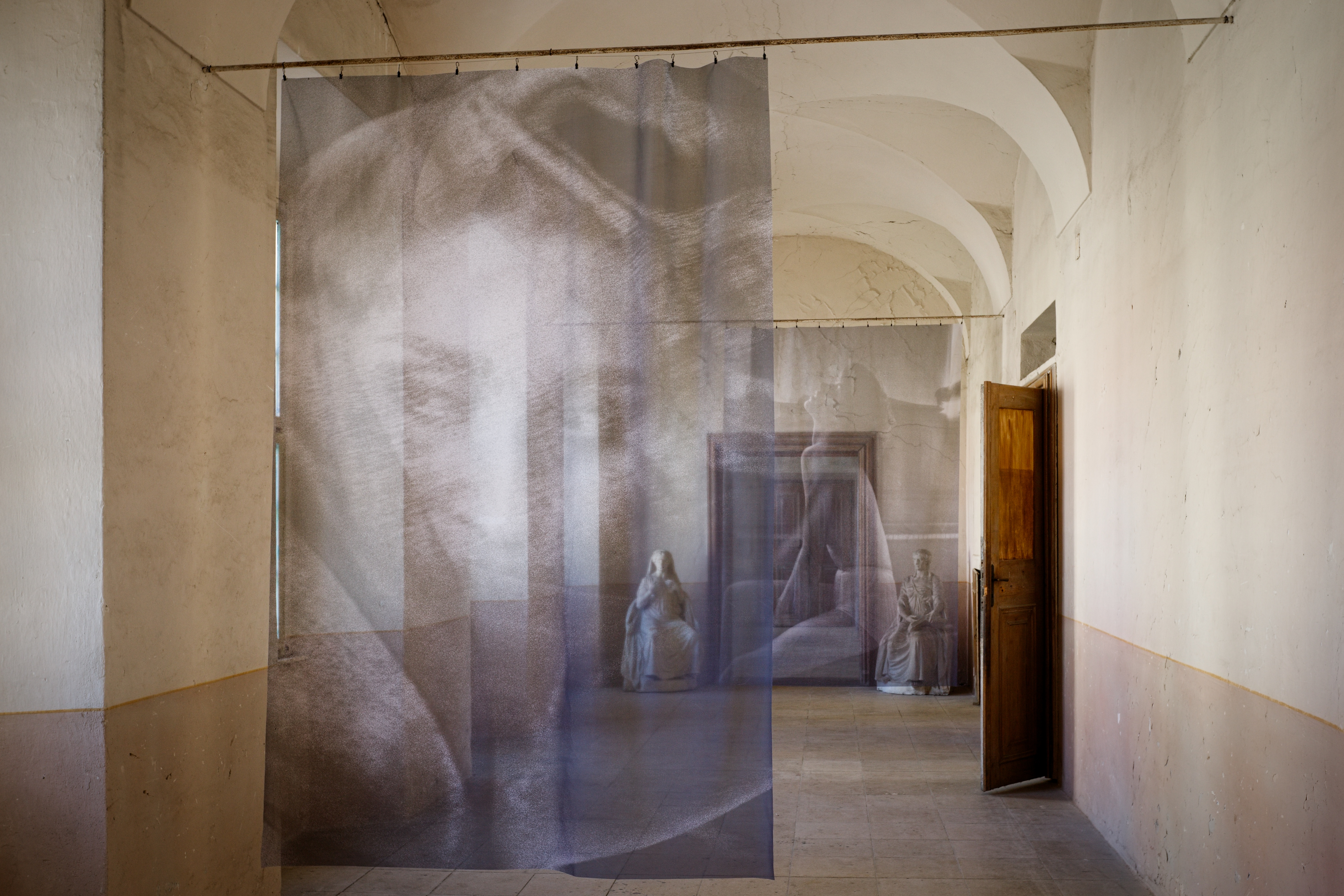
Výstava E-motion disconnected, 2022